# Sydkoreas håndboldforbund
Sydkoreas håndboldforbund (koreansk: 한국 핸드볼 연맹) er det sydkoreanske håndboldforbund. Forbundets hovedkvarter ligger i Seoul. Forbundet er medlem af det asiatiske håndboldforbund, Asian Handball Federation (AHF) og det internationale håndboldforbund, International Handball Federation (IHF). Forbundet har ansvaret for herrelandsholdet og damelandsholdet.